# Edvard Nalbandjan

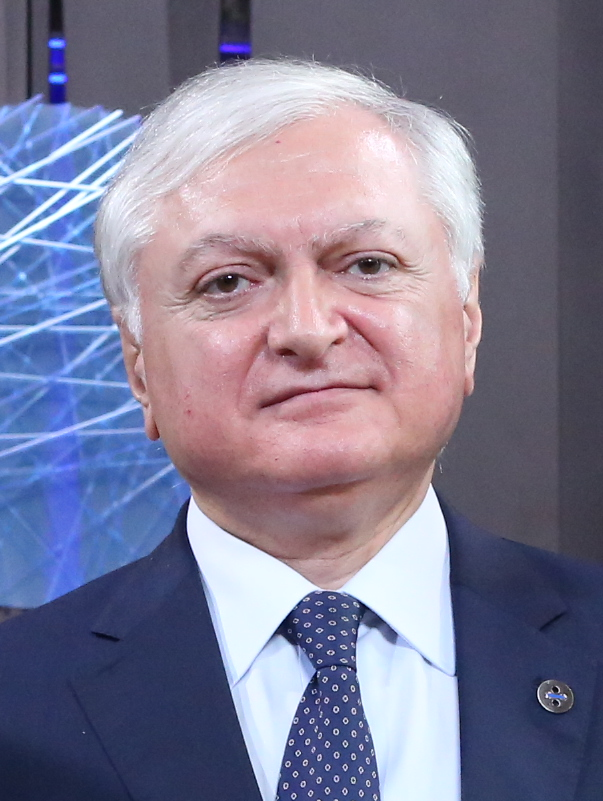
Edvard Nalbandjan, 2017.

Edvard Nalbandjan (armeniska Էդվարդ Նալբանդյան, Edvard Nalbandjan) född 16 juli 1956 i Vanadzor, är en armenisk politiker som sedan den 14 april 2008 är Armeniens utrikesminister, under president Serzj Sargsians regering. Innan Nalbandjan blev utrikesminister var han Armeniens ambassadör i Egypten, Frankrike, Vatikanstaten, Israel och Andorra. Efter att Serzj Sargsian tagit över som president utsåg han Nalbandjan till landets utrikesminister.